# Šurice (Servië)
Šurice (Servisch cyrillisch Шурице) is een plaats in de Servische gemeente Loznica. De plaats telt 281 inwoners (2002).